# Croix enflammée

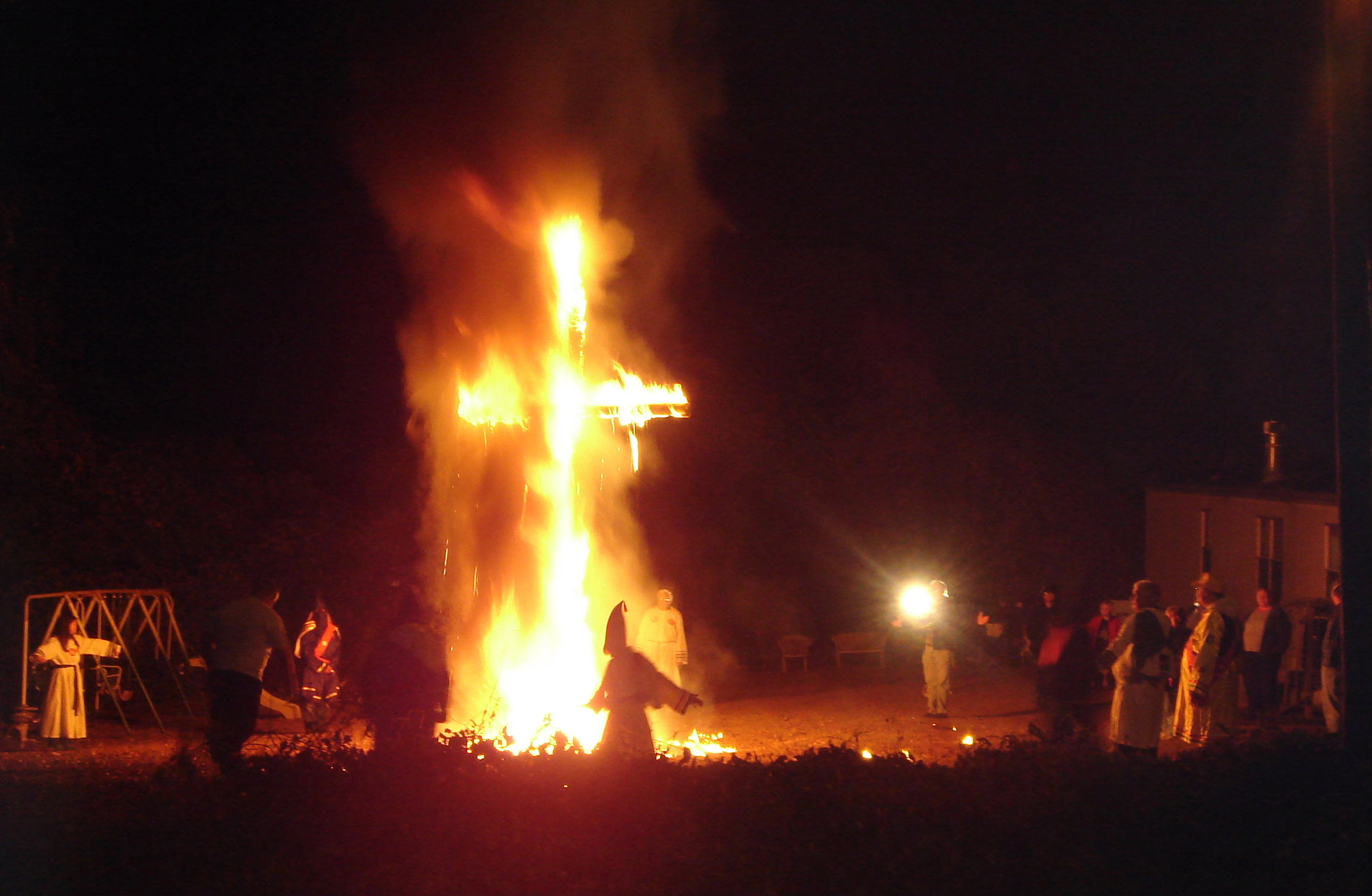
Membres du Ku Klux Klan autour d'une croix enflammée en 2005.

L'édification d'une croix enflammée ou d'une croix de feu est une pratique historique de protestation qui semble exister depuis le XIIe siècle, où des croix étaient brûlées en signe de protestation contre la vénération de la croix. Les croix enflammées sont largement associées au Ku Klux Klan, qui à partir du XXe siècle brûlait des croix sur des collines ou à proximité des maisons des personnes qu'il voulait intimider.

## Origines écossaises
En Écosse, la fiery cross, une sorte de bâton de ralliement, connue comme le Crann Tara, était utilisée comme une déclaration de guerre. La vue de celle-ci obligeait tous les membres de clans à se rassembler pour défendre leur région. À d'autres occasions, une croix enflammée était transportée d'une ville à une autre. La fiery cross a été utilisée plus récemment lors de la guerre anglo-américaine de 1812 pour mobiliser les Fencibles écossais et la milice installée dans le Comté de Glengarry, en Ontario, contre les envahisseurs. En 1820, plus de 800 hommes du Clan Grant se rassemblèrent à la suite du passage de la fiery cross, afin de venir en aide au Clan Lord dans le village d'Elgin. L'utilisation la plus récente  a eu lieu en 1745, lors du soulèvement jacobin qui a été décrit dans les romans et la poésie de Walter Scott.

## Naissance d'une Nation
Dans le film de D. W. Griffith La Naissance d'une Nation, adaptation cinématographique du roman de Thomas Dixon The Clansman (en), figurent deux exemples de croix enflammée. Le premier exemple met en scène un ancien colonel confédéré, dont la petite sœur est morte en sautant d'une falaise, pourchassée par un capitaine noir qui veut la violer. Du bas de la falaise et dans les bras du colonel, elle parvient à donner le nom de son agresseur. Le groupe du clan brûle une petite croix ayant trempé dans le sang de la jeune fille, et retrouve le capitaine qui est sommairement jugé avant d'être exécuté. Son corps est alors placé sous le porche de la maison du gouverneur de la Caroline du Sud, avec un carré blanc portant le sigle KKK.
Un autre exemple de croix enflammée a lieu après deux violations de domicile. L'un survient dans la maison du gouverneur, quand un membre noir de son gouvernement demande la main de sa fille, et qu'après son refus, il tente de forcer le mariage par les armes en prenant en otage le gouverneur lui-même. L'autre se produit dans la maison de la famille du colonel conféré, dont la mère s'était révélée affiliée au Clan en fabriquant des uniformes. Une croix est brûlée en plein jour, créant ainsi une fumée noire, signalant aux clans voisins la nécessité d'apporter une aide militaire pour gagner le contrôle de la ville de Piemont. Les robes et les capuches qui forment les costumes sont différents selon les clans, et ils se saluent le visage découvert, tout en circulant masqués dans la ville. Le colonel porte alors deux croix carrées adjacentes sur sa robe, probablement issues du clan original d’Écosse.
Dans le film, les clans sont pluriels. Cet effet est renforcé par le fait que le roman de Dixon, The Clansman, s'écrit avec C et non un K.

## Symbole du Ku Klux Klan

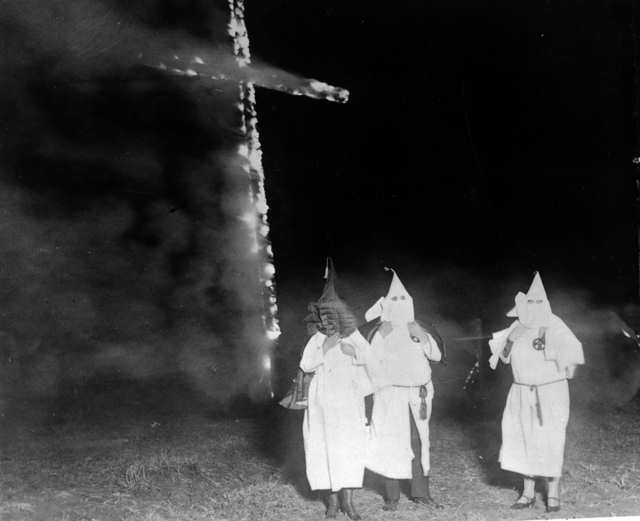
Membres du Klan autour d'une croix enflammée en 1921, à Denver (Colorado).

Cette pratique n'existait pas lors de la « première vague » ou « première époque » du Klan. L'idée a été introduite par Thomas Dixon Jr, dans son roman, The Clansman, en 1905. Une croix enflammée est tout d'abord décrite dans le livre IV, au chapitre 2, The Fiery Cross aux pages 324 à 326 de l'édition de 1905. Elle est présentée par l'un des personnages comme « un ancien rite écossais » qui « va envoyer un souffle d'inspiration à chaque clansmen dans les collines ». Il est en outre précisé que :

« Dans des temps plus anciens, lorsque le Chef de notre peuple convoquait le clan pour une question de vie ou de mort, la Fiery Cross, éteinte dans du sang sacrificiel, était envoyée par un messager de village en village. Cet appel n'était jamais fait en vain, et il ne le sera pas ce soir dans le nouveau monde. Ici, sur cet endroit sanctifié par le sang de ceux qui nous sont plus chers que la vie, je brandis le symbole antique de reconquête de la race des hommes. »

Cette scène est accompagnée d'une illustration non numérotée par Arthur I. Keller, intitulée The fiery cross of old Scotland's hills (« La croix enflammée des collines de la vieille Écosse »), montrant deux Klansmen vêtus de robes, sans masque, au dessus d'un Afro-américain ligoté, bâillonné, les yeux bandés et accusé d'avoir violé une jeune fille blanche, tandis que l'un d'eux tient une croix enflammée et que d'autres Klansmen masqués observent la scène. Le roman se termine sur un Klansman attendant les résultats des élections en scandant « Regardez nos lumières sur les montagnes ! Elles sont en feu - nos signaux brillent de plus en plus fort jusqu'à ce que la Fiery Cross se mélange aux étoiles » (« Look at our lights on the mountains! They are ablaze - range on range our signals gleam until the Fiery Cross is lost among the stars »), ce qui signifie qu'il avait gagné et que la civilisation avait été sauvée dans le Sud.
La fiery cross est encore mentionnée dans le dernier roman de la trilogie du Klan de Dixon Jr, The Traitor (en), où une croix enflammée est lancée sur un tas de robes et d'insignes royaux du Klan sous les ordres du Grand Dragon. Cette scène est accompagnée d'une illustration par Charles David Williams intitulée Some of the men were sobbing (« Certains des hommes étaient en sanglots »), montrant un rassemblement de Klansmen autour d'une pile de robes en feu, portant trois croix enflammées.
La première croix à être brûlée aux États-Unis l'a été le 25 novembre 1915, lorsqu'un groupe dirigé par William J. Simmons a enflammé une croix au sommet de la Stone Mountain, en Géorgie, afin d'inaugurer la renaissance du Ku Klux Klan. Quinze membres fondateurs et certains membres du Klan original y assistent.
Des croix ont été brûlées au cours du boycott des bus de Tallahassee en 1956.
Beaucoup de chrétiens considèrent qu'il s'agit d'un sacrilège de brûler ou de détruire une croix. Cependant, les membres chrétiens du Klan jugeaient qu'ils ne détruisaient pas la croix, mais l'illuminaient, comme un symbole de leur foi. 
Certains membres du Klan et certains historiens ont avancé que la symbolique de la croix enflammée vient de la vision d'une croix brûlée par Constantin Ier, qui a ensuite mené à sa conversion au christianisme.

## Législation aux États-Unis
Dans l'affaire Virginie v. Black (en) (2003), la Cour suprême des États-Unis a jugé constitutionnelle une loi interdisant de brûler une croix dans une intention d'intimidation.